# Macropora browni
Macropora browni is een mosdiertjessoort uit de familie van de Macroporidae. De wetenschappelijke naam van de soort is voor het eerst geldig gepubliceerd in 1997 door de la Cuadra & Garcia-Gomez.